# ظاهرة اجتماعية

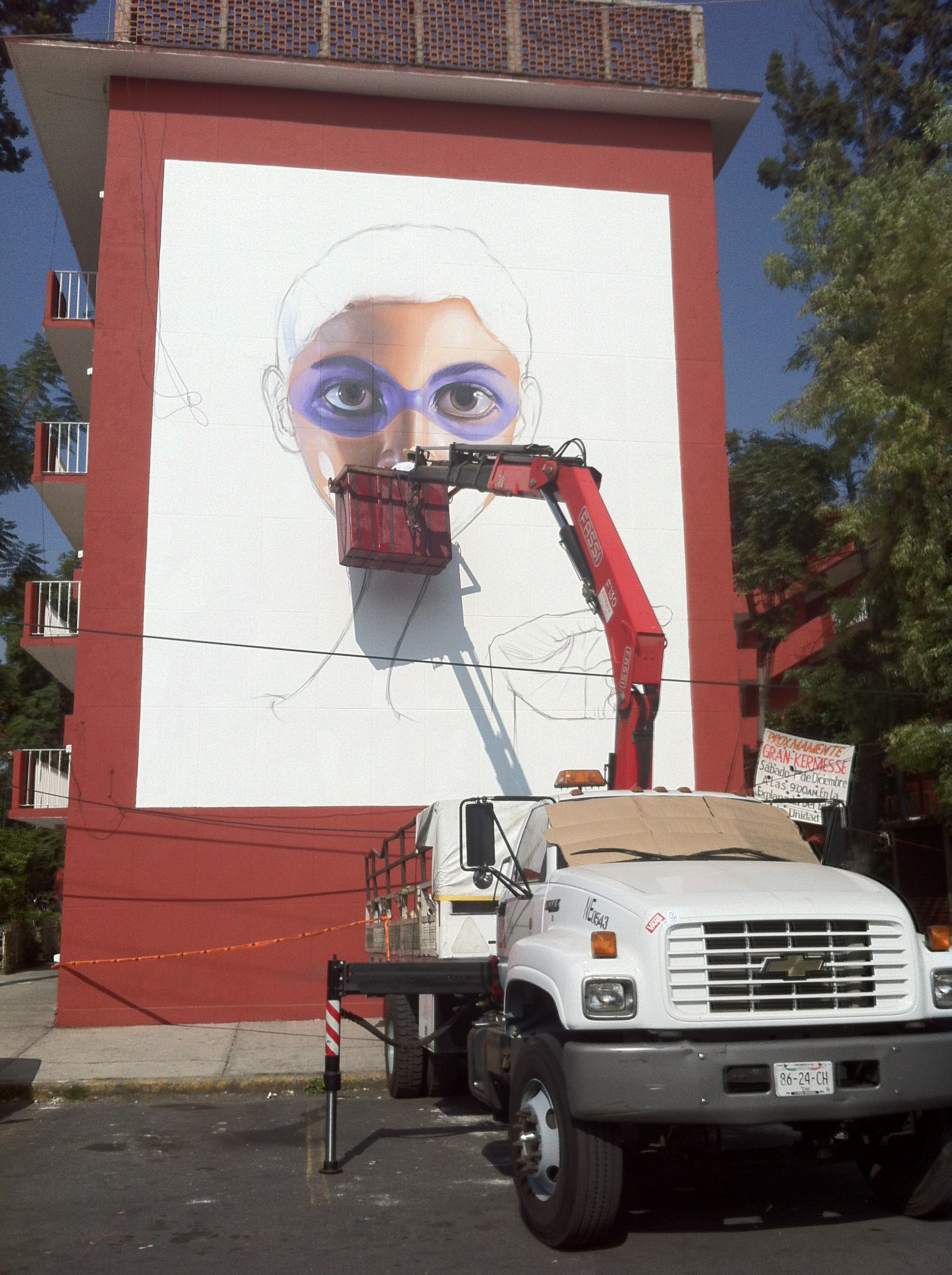

الظاهرة الاجتماعية هي فعل تمارسه جموع من البشر، أو هم يتعرضون له
أو يعانون منه أو من نتائجه. وحينما تكون الظاهرة ذات بعد سئها. ولنا أن
```
نعلم أن المشكلة الاجتماعية لا يمكن تحديد المصادر المسؤولة عن تشكلها ما
لم نكن على دراية تامة بموقعها من 
المجال الاجتماعي
 العام. وعلينا أن
نعي بشكل ماهر تداخلات الأفعال التي تشكل في مجملها حالة مثل حالة
```

الأمية والفقر الذي ينتشر في المجتمع. وفي الغالب الفقر
والأمية بصفتها حالة لا تدعى ظاهرة بقدر ما تسمى قضية اجتماعية. بينما
```
الفعل السلبي المنتشر يسمى ظاهرة مثل ظاهرة 
أطفال
الشوارع
، ولا يوجد في المرجعية العلمية 
لعلم الاجتماع
 تحديد واضح أو
تفريق بين السلوك أو القضية الاجتماعية كظواهر، وفي الغالب تسمى جميعها
```

ظاهرة اجتماعية.